# Perceptron
Perceptron je najbolj razširjena nevronska mreža. Prvi ga je predstavil Frank Rosenblatt leta 1958. Vse povezave med nevroni so pri perceptronu usmerjene naprej. Vhodne in izhodne vrednosti so lahko poljubne zvezne spremenljivke. Učenje poteka postopoma in traja, dokler ni napaka dovolj majhna.

## Enoslojni perceptron
Vsi nevroni so razvrščeni v en sloj (eno vrsto). Rešuje razmeroma preproste naloge. Učenje poteka po Hebbovem pravilu. Marvin Minsky in Seymour Papert sta leta 1969 dokazala, da enoslojni perceptron ne more rešiti problema XOR.

## Večslojni perceptron (MLP)
Če se da na izhod enoslojnega perceptrona še en sloj nevronov, se dobi dvoslojni perceptron. To se lahko večkrat ponavlja in dobi večslojni perceptron. Tako dobljeni perceptron lahko rešuje težje naloge od enoslojnega, med drugim tudi problem XOR. Učenje je drugačno kot pri enoslojnem perceptronu. Najbolj znano učenje je backpropagation.